# 珠澳跨境工業區
珠澳跨境工業區（葡萄牙語：Zona Industrial Transfronteiriça de Zhuhai-Macau）设在中國珠海拱北茂盛围与澳门西北区的青洲之间，分为珠海、澳门两个园区，由中國广东省珠海市和澳门特别行政区分别通过填海造地形成，首期总面积约0.4平方公里，其中，珠海园区面积约0.29平方公里，澳门园区面积约0.11平方公里；两个园区之间由一条约15米宽的水道作为隔离，开设专门口岸通道连接。在统一规划的前提下，珠海园区、澳门园区由珠海市人民政府、澳门特别行政区政府分别管理。填海形成的澳门园区的土地所有权属于国家所有，使用权归属澳门特别行政区，由澳门特别行政区进行司法和行政管辖。

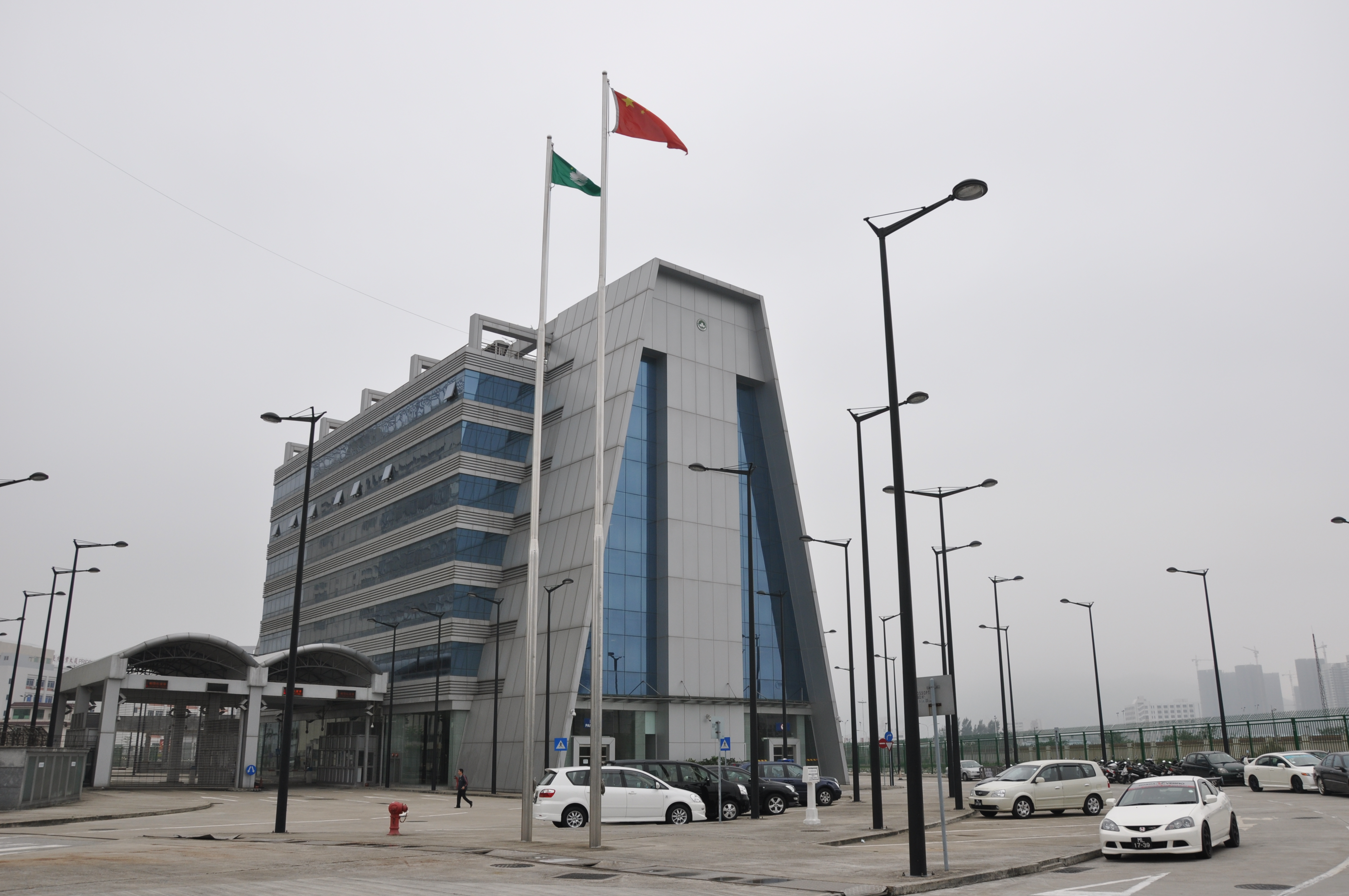
珠澳跨境工業區出入境事務站

該工業區由澳門特別行政區政府在2002年提出建設構思，由珠海市人民政府提出申報，2003年12月5日經國務院批准設立。珠澳跨境工業區是一國兩制的體現，實現兩地區的成本和貿易機會在優勢互補中共同發展。其規劃以發展工業為主，為粵澳合作的試驗區、新型工業化的示範區、現代物流展銷區、自由貿易區試點。

## 興建沿革
自全球紡織品配額制度會在2005年取消，澳門廠商便出現設立「邊境工業區」的構想。澳門特區政府為了推動產業結構多元化發展策略，結合深化區域合作發展政策，提出了與珠海共同創設跨境工業區。2002年8月，澳門特區行政長官何厚鏵率團到廣州與廣東省省長盧瑞華等進行粵澳領導層會晤，對設立「邊境工業區」達成共識。
經由珠海市人民政府向國家提出申報，結果於2003年12月5日經國務院批准設立。同年12月9日，廣東省省長黃華華與澳門特區行政長官何厚鏵在澳門青洲舉行珠澳跨境工業區的奠基儀式，從此標誌珠澳進入全方位合作階段。
珠澳跨境工業區分兩個園區——珠海園區及澳門園區。珠海園區從2004年3月28日動工興建，首先是填土工程，填土工程達160萬立方；澳門園區填海工程則在2004年5月正式動工。

## 管理與優惠
珠澳跨境工業區珠海園區按《中華人民共和國海關珠澳跨境工業區珠海園區管理辦法》進行管理，實行「保稅區＋出口加工區出口退稅政策＋24小時通關專用口岸」的三重優惠政策。除享受24小時通關的便利外，亦享受保稅區及出口加工區兩套優惠政策。貨物往來按保稅區管理規定辦理相關手續，即採用備案制管理。
珠澳跨境工業區（澳門園區）因位於澳門特別行政區境內，享受澳門作為世貿組織和其他國際貿易協議的單獨關稅區和自由港政策，並配合澳門的低稅制及投資鼓勵政策來吸引投資者。貨物和資金自由進出，無關稅和外匯管制。

## 經濟價值
珠澳跨境工業區是建在一國兩制的基礎上，乃珠海與澳門雙方政府進行資源整合和區域經濟合作的嘗試。其功主要是利用澳門獨立的WTO成員和關稅區的地位，一可發揮珠澳兩地的互補優勢，亦使中國的各種措施不受世貿成員規則的制約。珠海市委常委會提出“四高” 的要求（高起點規劃、高標準建設、高效能管理、高速度動作），著力打造“品牌工業區”，真正形成小區域的大物流、資金流、資訊流的格局，發揮“總部經濟”的作用。鼓勵投資者抓住機遇，充分利用當時全國惟一的稀缺資源。
跨境工業區連接珠海、澳門，前面連著歐盟及拉丁語系大市場，背後接連珠江三角洲、廣東乃至整個中國大市場。中央政府與特區政府於2003年10月17日簽訂《內地與澳門關於建立更緊密經貿關係的安排》（CEPA），珠澳跨境工業區澳門園區項目的建設讓CEPA制度在促進澳門產業結構多元化發展和吸引外資進入澳門等經濟層面都具促進作用，使其經濟政策效果得到深化與落實。

## 交通

### 澳門

#### 公共巴士
- M267 工業園街（R. do Parque Industrial）

路線：8、8A、23、27、N4
- M205 跨境工業區（Parque Industrial Transfronteirço）

路線：23、27、28B、29

### 珠海
公共汽車
- 跨境工業區總站：珠海公交21、35路。
- 跨境工業區北站：珠海公交N20路。